# Andrea Gebhard

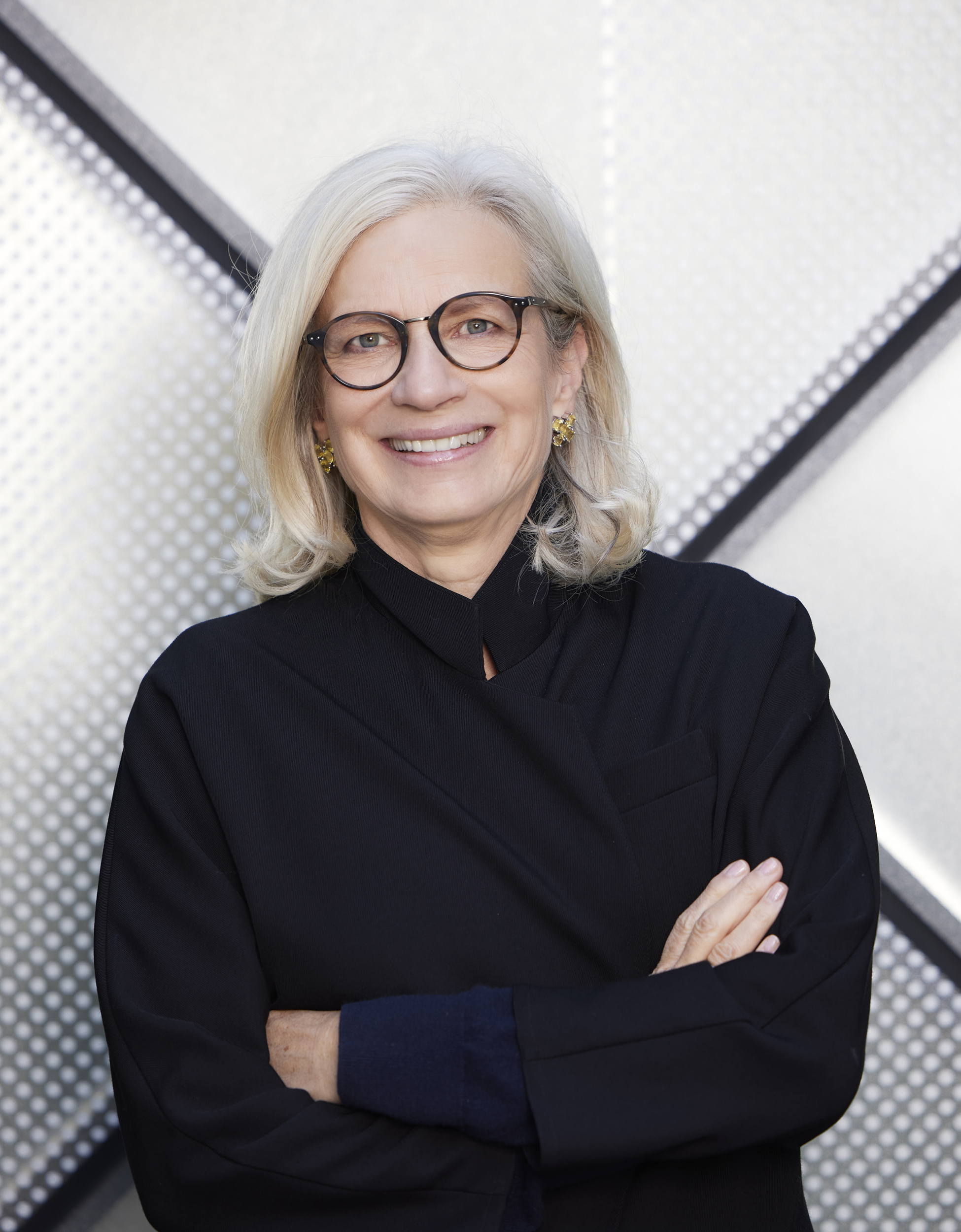
Andrea Gebhard (2021)

Andrea Gebhard (* 1956 in München) ist eine deutsche Landschaftsarchitektin und Stadtplanerin. Seit 2021 ist Andrea Gebhard Präsidentin der Bundesarchitektenkammer.

## Ausbildung und berufliche Tätigkeit
Andrea Gebhard wuchs als Tochter von Helmut Gebhard und Maria Gebhard auf. Sie studierte von 1976 bis 1977 Geographie und Soziologie an der Universität Marburg und anschließend Landschaftsentwicklung und Landschaftsarchitektur an der Technischen Universität Berlin und an der Universität Hannover. Nach dem Studium arbeitete Gebhard 1984 in zwei Architekturbüros, ehe sie in das Planungsreferat der Landeshauptstadt München wechselte. 1993 wurde sie dort zur Leiterin der Abteilung Grünplanung berufen. Im Jahr 2000 übernahm sie die Geschäftsführung der neu gegründeten Bundesgartenschau München 2005 GmbH. 2006 gründete die Landschaftsarchitektin das Büro gebhard-konzepte in ihrer Heimatstadt und seit 2009 zusammen mit Johannes Mahl-Gebhard.
Sie ist Mitglied im Deutschen Werkbund und der Deutschen Akademie für Städtebau und Landesplanung. Im Juli 2009 wurde sie in den neu gegründeten IBA-Expertenrat berufen, 2010 in den wissenschaftlichen Beirat BBSR (Bundesinstitut für Bau-, Stadt- und Raumforschung im Bundesamt für Bauwesen und Raumordnung) und 2011 in den Bundeskongress Nationale Stadtentwicklung. Seit 2012 gehört sie auch dem Kuratorium Nationale Stadtentwicklung an. 

## Mitgliedschaften
- seit 1990: Mitglied im BDLA
- 2006–2007: Vizepräsidentin des BDLA
- 2007–2014 Präsidentin des BDLA (als erste Frau)
- seit 2007: im Stiftungsrat/Beirat der Bundesstiftung Baukultur
- 2012–2015: im Kuratorium für Nationale Stadtentwicklung
- seit 2014: Vorsitzende der Deutschen Akademie für Städtebau und Landesplanung der Landesgruppe Bayern (als erste Frau)
- seit 2018: Mitglied im Gestaltungsbeirat Friedrichshafen
- seit 2020: Vorstandsmitglied des Bayerischen Landesvereins für Heimatpflege.[3]
- seit 2021: Präsidentin der Bundesarchitektenkammer

## Landschaftsarchitektur
Gebhard Mahl Wartner:
- 1995–2000: Landesgartenschau Memmingen (Architekt: Bernhard Landbrecht, Christian Stadler)

Gebhard Mahl:
- 2011: Erweiterung des Gabrieli-Gymnasium Eichstätt (Architekt: Diezinger & Kramer, Lichtplaner Walter Bamberger)[4]

## Auszeichnungen und Preise
- 2015: Bundesverdienstkreuz am Bande für ihre Verdienste um die Landschafts- und Freiraumplanung sowie für ihre ehrenamtlichen Tätigkeiten[5]
- 2016: Medaille München leuchtet in Silber[6]
- 2021: Architekturpreis der Landeshauptstadt München[7]